# Partiprogram
Ett partiprogram är en skrift i vilket ett politiskt parti förkunnar sin ställning i olika frågor, oftast på ideologisk grund. Partiprogram beslutas ofta av partikongresser och liknande, och är normalt avsedda att ha viss varaktighet, till skillnad mot valprogram och liknande dokument som tas fram för ett specifikt val.
Under senare år har många partier tonat ner betydelsen av partiprogram, och ser sig mindre bundna av dem.